# ドラゴン王子
ドラゴン王子（原題:The Dragon Prince)は、アーロン・イハスとジャスティン・リッチモンドによってNetflix向けに作成され、Wonderstormが制作したファンタジーアニメシリーズ。第1シーズンは2018年9月14日、第2シーズンは2019年2月15日、第3シーズンは2019年11月22日にリリースされた。シリーズと同じ世界を舞台にしたゲームが開発中。
最終シーズンとなるシーズン7までの製作が決定している。

## あらすじ
かつてゼイディアは一つの国であり、太陽、月、星、大地、空、海の6つの魔力の源があった。1000年前に人間の魔力使いが新しい魔力を発見したが、その第7の魔力の源は闇であった。闇の魔力は魔法の生き物のエキスを使い、強力な力を使えるようにするものだった。
その力を危険視したドラゴンとエルフによって全ての人間は大陸の西側に追いやられ、5つの王国を設立した。大陸の両半分の境界である国境は、ドラゴンの王であるサンダーによって何百年と守られていた。
1200年後、人間は闇の魔力を使いサンダーを殺し、彼の後継者であるドラゴン王子の卵を破壊してしまった。エルフは報復として、人間のハーロー王とその後継者である王子エズランを暗殺しようと、ムーンシャドウエルフの暗殺者を人間の国に送り込む。そこで暗殺者のエルフの一人であるレイラは、エズランと彼の異父兄弟であるカルムとともに、ドラゴンの王の卵が実際に破壊されたのではなく、ハーロー王の顧問である魔術師ヴィレンに盗まれたことを発見する。
彼らは人間とエルフの間の戦争を防ぐためにドラゴンに卵を返すことを約束する。しかし、エルフとドラゴンを強く敵視するヴィレンは、エルフたちの暗殺の試みでハーロー王が死んだ後、権力を掌握し、戦争を止めさせない為に卵と三人を捕まえようと動き出す。

## キャラクター（ボイスキャスト:英語/日本語）

### メインキャラクター
カラム（Jack DeSena/古田一紀）
エズランの異父兄弟、ハーロー王の義理の息子。14歳。
レイラ（Paula Burrows/弘松芹香）
カラムとエズランの味方であるムーンシャドウエルフの暗殺者。戦闘力は高いが優しすぎる心をもつため人を殺すことができない。15歳。
エズラン（Sasha Rojen/芽衣）
ハーロー王の息子でありカトリスの皇太子。カラムの異父兄弟。動物と話すことができる。10歳。

### 人間
ヴィレン（Jason Simpson/伊丸岡篤）
ハーロー王の顧問。ダークマジックの実践者であり、人類の進歩を追求している。
クラウディア（Jesse Inocalla/きそひろこ）
ヴィレンの娘。才能のあるダークメイジ。カラムとは幼馴染。
ソーレン（Jesse Inocalla/木村昴）
ヴィレンの息子。腕の立つ近衛兵。頭が少し弱くお調子者だが、憎めない性格をしている。
ハーロー王（Luc Roderique/三宅健太）
カトリスの王。エズランの父でカラムの義父。
サライ女王（カズミ・エヴァンス）
数年前に亡くなったエズラン、カラムの母親。
アマヤ
カトリスの将軍。カラムとエズランの叔母。まっすぐな心をもった武人で、普段は背負っている盾を武器としても使うことが出来る。聴覚障害があるため手話でコミュニケーションをとる。
グレン（エイドリアンペトリウ）
アマヤの副官および通訳。
コルバス（オマリニュートン）
アマヤのスカウトの一人。
エリス（ナハンニミッチェル）
山岳少女。
オペリ（Paula Burrows/矢尾幸子）
カトリスの高等評議会の著名なメンバーで、ヴィレンに反対している。
アーニャ（ゼルダ・エハス）
デュレンの若い王。
キャプテン・ヴィラズ（ピーター・ケラミス）
盲目で風変わりな元海賊。
ケーセフ（ヴィンセント・トン）
ネオランディア王国の王子。父親がヴィレンの影の暗殺者によって重傷を負い、ザディアとの戦争を呼びかけた後、王位に就いた。
サレー（Jonathan Holmes）
エズランに背を向けるカトーリアの議員。
パン職人（ジェイソン・シンプソン/山本満太）
カトリスのパン職人。
ジアード（ブライアンドラモンド）
ザディアの西部に人類が亡命する前にダークマジックを使用した最初の人間。新たに発見した力を放棄することを拒否したとき、ソル・レジェムとの戦いで殺された。

### エルフとザディアの他の住人
アーラヴォス（Erik Todd Dellums/滝知史）
裏で暗躍する邪悪な存在。原始魔法と暗黒魔法の両方の達人。
ルナーン（ジョナサンホームズ/竹本英史）
ハロー王を殺すために送られたムーンシャドウエルフの暗殺者のリーダー。レイラの義理の父親。
エサーリ（ヴィンセントゲール）
ルナーンの夫。レイラの義理の父親。
ルジャンヌ（エリーキング）
ムーンシャドウエルフの幻想家。原始月の魔法の焦点の近くにある人間の領域に住んでいる。
ジャナイ（レナAnakwe）
サンファイアエルフの戦士とその女王の妹。サンファイアエルフの首都であるラックスアウレアの黄金騎士としても知られている。
ニクス（Rhona Rees）
貪欲なスカイウィングエルフ。
イビス（Ian James Corlett）
スカイウィングエルフの魔術師。
サンファイアクイーン（ブレンダ・クリッチロウ）
サンファイアエルフの支配者でジャナイの妹。

### 動物と魔法の獣
アジモンディアス（ジム）
幼児の空竜であり、名誉あるドラゴン王子。
ベイト
エズランの気難しいペット。グローヒキガエル。
アビザンダム（クリスメッツェン）
空の大竜、アジモンディアスの父。人間から「サンダー」と呼ばれていた。
ズベイア（ニコールオリバー）
ドラゴンの女王、空の大竜、アジモンディアスの母。
ソルレゲム（エイドリアンハフ）
かつてのドラゴンの王。サンダーの死後、ジアード、太陽の大竜、ブリーチの守護者によって盲目にされた。
エヴァ
三本足のオオカミ。
ピップ
ハロー王のペットの猛禽。
フェール
ジャンヌのムーンフェニックスの仲間。
ベルト（Paula Burrows）
Villadsのオウムの最初の仲間。